# سيدني ماير
سيدني ماير (بالإنجليزية: Sidney Myer)‏ هو شخصية أعمال أسترالي، ولد في 8 فبراير 1878 في Krychaw ‏ في بيلاروس، وتوفي في 5 سبتمبر 1934 في ملبورن في أستراليا بسبب مرض.